# João Queirós
João Ricardo Pereira Queirós (Barroselas, 22 aprile 1998) è un calciatore portoghese, difensore dell'Ararat-Armenia.

## Carriera

### Club
Cresciuto nel settore giovanile del Braga, debutta con la squadra riserve il 21 maggio 2017, disputando l'incontro di Segunda Liga pareggiato per 1-1 contro lo Sporting Lisbona B. Nel 2017 viene acquistato dal Colonia, che lo aggrega alla squadra riserve. Il 7 giugno 2018 viene ceduto in prestito allo Sporting Lisbona, che lo aggrega alla formazione Under-23. Il 9 agosto 2019 viene prestato al Willem II, tuttavia non viene mai impiegato dal club olandese. Dopo un'altra stagione trascorsa con la squadra riserve del Colonia, il 19 agosto 2021 viene acquistato a titolo definitivo dal Chaves, club della seconda divisione portoghese.
Nel 2024 si trasferisce nella prima divisione armena all'Ararat-Armenia, club con cui fa inoltre anche il suo esordio nelle competizioni UEFA per club, giocando 4 partite nei turni preliminari della UEFA Conference League 2024-2025.

### Nazionale
Ha rappresentato le nazionali giovanili portoghesi, con cui ha anche preso parte all'Europeo Under-19 nel 2017, concluso al secondo posto dalla selezione lusitana.

## Statistiche

### Presenze e reti nei club
Statistiche aggiornate all'11 marzo 2023.
| Stagione          | Squadra           | Campionato        | Campionato | Campionato | Coppe nazionali | Coppe nazionali | Coppe nazionali | Coppe continentali | Coppe continentali | Coppe continentali | Altre coppe | Altre coppe | Altre coppe | Totale | Totale |
| Stagione          | Squadra           | Comp              | Pres       | Reti       | Comp            | Pres            | Reti            | Comp               | Pres               | Reti               | Comp        | Pres        | Reti        | Pres   | Reti   |
| ----------------- | ----------------- | ----------------- | ---------- | ---------- | --------------- | --------------- | --------------- | ------------------ | ------------------ | ------------------ | ----------- | ----------- | ----------- | ------ | ------ |
| 2016-2017         | Braga B           | LdH               | 1          | 0          |                 | -               | -               |                    | -                  | -                  |             | -           | -           | 1      | 0      |
| 2017-2018         | Colonia II        | RL                | 14         | 0          |                 | -               | -               |                    | -                  | -                  |             | -           | -           | 14     | 0      |
| 2019-2020         | Willem II         | ED                | 0          | 0          | CO              | 0               | 0               |                    | -                  | -                  |             | -           | -           | 0      | 0      |
| 2020-2021         | Colonia II        | RL                | 5          | 0          |                 | -               | -               |                    | -                  | -                  |             | -           | -           | 5      | 0      |
| Totale Colonia II | Totale Colonia II | Totale Colonia II | 19         | 0          |                 | -               | -               |                    | -                  | -                  |             | -           | -           | 19     | 0      |
| 2021-2022         | Chaves            | LdH               | 5+1        | 0          | CP+CdL          | 0               | 0               |                    | -                  | -                  |             | -           | -           | 6      | 0      |
| 2022-2023         | Chaves            | PL                | 4          | 0          | CP+CdL          | 0+2             | 0               |                    | -                  | -                  |             | -           | -           | 6      | 0      |
| Totale Chaves     | Totale Chaves     | Totale Chaves     | 9+1        | 0          |                 | 2               | 0               |                    | -                  | -                  |             | -           | -           | 12     | 0      |
| Totale carriera   | Totale carriera   | Totale carriera   | 30         | 0          |                 | 2               | 0               |                    | -                  | -                  |             | -           | -           | 32     | 0      |

## Palmarès

### Competizioni nazionali
- Supercoppa d'Armenia: 1

Ararat-Armenia: 2024